# حزب نيجيريا الشعبية
نيجيريا الشعبية أو حزب الشعب النيجيري (بالإنجليزية: Nigerian People's Party)‏ أو NPP هو أول حزب تأسّس في الجمهورية الثانية للنيجيريا في لاغوس. ويتكون الحزب من ثلاث مجموعات رئيسية هي: التقدميين من لاغوس، نادي 19، ومجلس التفاهم النيجيري.